# ГЕС Швабек
ГЕС Швабек — гідроелектростанція на річці Драва у австрійській провінції Каринтія. Швабек стала першою серед станцій дравського каскаду, споруджених на території сучасної Австрії. Наразі вона розташована між іншими ГЕС — Едлінг (вище за течією) і Лафамюнд. На час введення в експлуатацію також була найпотужнішою австрійською гідроелектростанцією.
Будівництво електростанції розпочалось у 1939 році та завершилось введенням в експлуатацію у 1942-му. Драву перекрили водопропускною греблею, при спорудженні використали 160 тис. м3 бетону. В ході будівельних робіт, що припали на період Другої світової війни, використовували примусову працю військовополонених та в'язнів концтаборів.
У правобережній частині греблі споруджено три водопропускних шлюзи, а біля лівого берега розміщено машинний зал із чотирма турбінами типу Каплан. Три із них були встановлені за первісним проєктом та виготовлені компаніями Voith і St. Pölten, тоді як генератори поставила Siemens-Schuckert. У 1995 році в одному із водопропускних шлюзів (первісно їх було чотири) змонтували ще один гідроагрегат, турбіну для якого постачила Andritz, а генератор Elin. Це дало змогу збільшити потужність ГЕС із 60 до 79 МВт та довести річне виробництво електроенергії до 378 млн кВт·год.
Станом на середину 2010-х років планувалось спорудити спеціальні канали для пропуску риби та відновлення природної біосфери річки.